# Percy Daggs IV
Percy Daggs IV (* vor 2015) ist ein US-amerikanischer Kinderdarsteller.

## Leben
Percy Daggs IV ist der Sohn von Schauspieler Percy Daggs III. 
Seinen ersten Einsatz als Schauspieler hatte Daggs 2015 im Kurzfilm Adé als gleichnamiges Kleinkind. Seit 2019 spielt er regelmäßig in Filmen und Fernsehserien. Daggs war 2019 wiederkehrend als Vorschulkind Oliver in Undone zu sehen; in einer Folge der Serie trat sein Vater gleichzeitig in der Rolle eines Vaters eines anderen Kindes auf.
Im Horrorfilm Never Let Go – Lass niemals los von Alexandre Aja spielte Daggs 2024 als Nolan in einer Hauptrolle neben Halle Berry. In der Apple TV+-Serie Die letzten Tage des Ptolemy Grey von 2022 ist er in einer Nebenrolle als junge Version der Hauptfigur Ptolemy Grey, gespielt von Samuel L. Jackson, zu sehen. Seit 2025 wirkt Daggs in der Hulu/Disney+-Serie Paradise in der Hauptrolle des 10 Jahre alten James Collins, dem Sohn der Hauptfigur Xavier Collins, gespielt von Sterling K. Brown.

## Filmografie (Auswahl)
- 2015: Adé (Kurzfilm)
- 2019: Undone (Fernsehserie, 4 Folgen)
- 2021: Cinema Toast (Fernsehserie, Folge 1x03)
- 2021: Solos (Miniserie, Folge 6)
- 2022: Die letzten Tage des Ptolemy Grey (The Last Days of Ptolemy Grey, Fernsehserie, 6 Folgen)
- 2024: Never Let Go – Lass niemals los (Never Let Go)
- seit 2025: Paradise (Fernsehserie)